# Lesjön (Skorpeds socken, Ångermanland)
Lesjön är en sjö i Örnsköldsviks kommun i Ångermanland och ingår i Nätraåns huvudavrinningsområde. Sjön är 18 meter djup, har en yta på 1,64 kvadratkilometer och är belägen 289,9 meter över havet. Sjön avvattnas av vattendraget Önskanån (Lesjöån).

## Delavrinningsområde
Lesjön ingår i det delavrinningsområde (703746-159338) som SMHI kallar för Utloppet av Lesjön. Medelhöjden är 314 meter över havet och ytan är 9,86 kvadratkilometer. Räknas de 7 avrinningsområdena uppströms in blir den ackumulerade arean 29,93 kvadratkilometer. Önskanån (Lesjöån) som avvattnar avrinningsområdet har biflödesordning 2, vilket innebär att vattnet flödar genom totalt 2 vattendrag innan det når havet efter 78 kilometer. Avrinningsområdet består mestadels av skog (70 procent). Avrinningsområdet har 1,64 kvadratkilometer vattenytor vilket ger det en sjöprocent på 16,7 procent.